# 高穎欣
高穎欣（英語：Samantha Wing-yan KO，1979年—），香港瑞東集團有限公司董事、精電國際有限公司行政總裁，以及協合新能源集團有限公司（2015年6月19日退任）前董事會成員。是「工業股殼王」高振順之女。

## 生平
出生於香港的高穎欣，在委任上述2家企業前，畢業在美國曼荷莲学院經濟及數學學士學位，以及倫敦帝國管理學院金融碩士學位，而在投資銀行擁有7年經驗，包括滙豐、摩根士丹利，以及摩根大通。值得一提，高穎欣和高振順也是2家公司董事會成員。